# Disegni, e spiegazione della Fonderia principio, e termine della Campana di S. Pietro

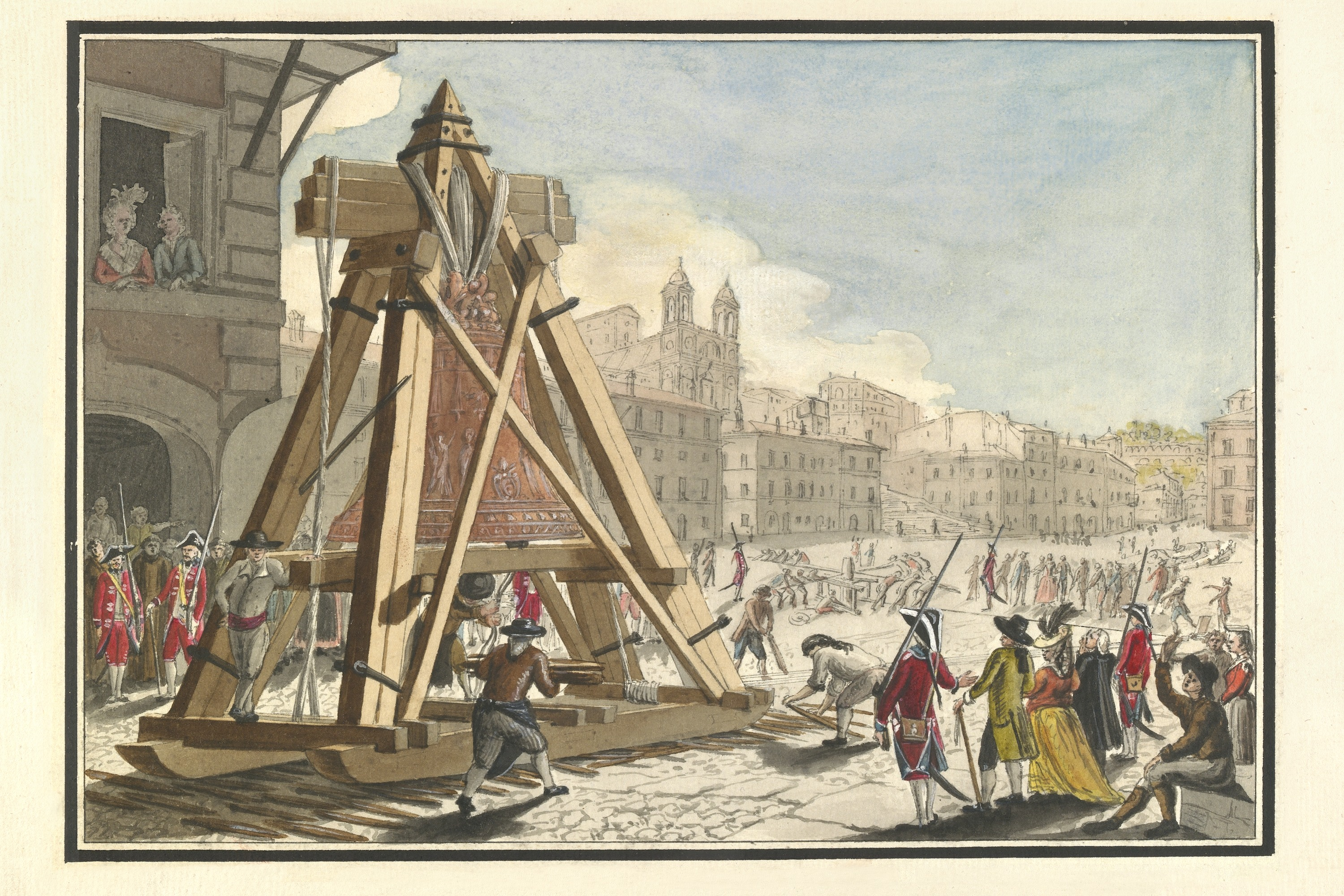
Transport der Glocke, Zeichnung in der Handschrift Valadiers

Disegni, e spiegazione della Fonderia principio, e termine della Campana di S. Pietro (Giuseppe Valadiers Buch über den Glockenguss; Eisenbibliothek, Mss 13) bezeichnet eine aufwändig illustrierte, außergewöhnliche Handschrift, die 1786 über den Guss der Glocke für den Petersdom in Rom angefertigt wurde.

## Geschichte

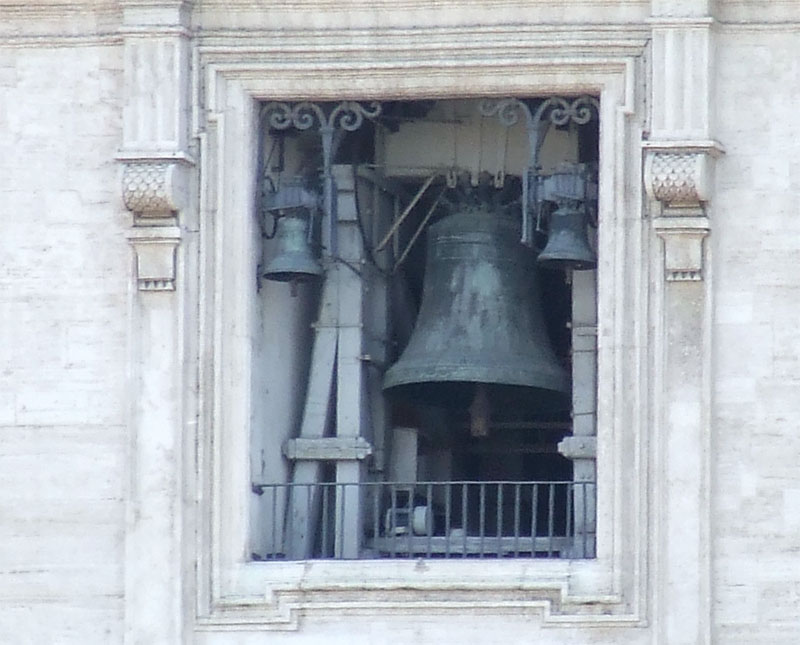
Aufhängung der Campanone im Petersdom

Die Campanone ist mit einem Durchmesser von 2,31 Metern die bei weitem größte Glocke des Petersdoms. Der Auftrag für die 8950 Kilogramm schwere Glocke wurde von Papst Pius VI. an Luigi Valadier (1726–1785) erteilt. Dieser verstarb während der Arbeiten. Sein Sohn Giuseppe (1762–1839) vollendete das Werk und fertigte 1786 das Manuskript an.
Die Handschrift wurde 1948 in Bern von der Eisenbibliothek der Georg Fischer AG erworben.

## Beschreibung
Das Werk hat 33 Blatt mit den Abmessungen 33 × 24,5 Zentimetern. Beschreibstoff ist Papier. Die Handschrift enthält 14 aquarellierte Federzeichnungen, die die Fertigung der Glocke detailliert darstellen. Jeder Zeichnung steht ein beschreibender Text gegenüber. Dieser ist in Form einer Legende gegliedert.
- Disegni, e spiegazione. Titelei mit Wappen
- Pianta della Fonderia Valadier. Aufsichtsplan der Gießerei Valadier mit Legende
- Spaccato della Fonderia Valadier. Längsschnitt der Gießerei mit Legende
- Spaccato della Fonderia Valadier. Querschnitt der Gießerei durch den Ofen und die Gießgrube mit Legende
- Inizio della preparazione della forma della campana. Vorbereitung der Glockenform mit Legende
- Il maschio della campana. Abheben der Schablone vom Glockenkern mit Legende
- La preparazione della decorazione. Aufbringen der Dekorationen auf die verlorene Form mit Legende
- Lo stampo della campana avvolto nella sua camicia di fusione. Die fertige Form der Glocke mit Legende
- Il castello per movimentare lo stampo della campana. Der Hebezug über der Form mit Legende
- La rimozione della camicia. Abheben der Form mit Legende
- Fusione del bronzo. Schmelzen der Bronze mit Legende
- La campana ultimata. Die fertige Glocke mit Beschreibung der Dekorationen
- Il trasporto della campana. Transport der Glocke auf einem Schlitten mit Beschreibung
- La benedizione della campana nel portico di San Pietro in Vaticano. Die Weihe der Glocke mit Beschreibung
- La facciata della basilica vaticana. Fassade des Petersdoms mit Text[1]